# Jeffrey Dean Morgan
Pour les articles homonymes, voir Morgan.
Jeffrey Dean Morgan, né le 22 avril 1966 à Seattle, (Washington, États-Unis), est un acteur américain.
Il se fait connaître par les rôles de Denny Duquette dans la série médicale Grey's Anatomy, John Winchester dans la série fantastique Supernatural, Edward Blake/Le Comédien dans le film  Watchmen : Les Gardiens, l'adaptation cinématographique du roman graphique homonyme.
Il confirme à la télévision, par le rôle de Negan dans la série horrifique The Walking Dead à partir de la saison 6. Il reprend ce rôle dans le spin-off centré sur son personnage et celui de Maggie, The Walking Dead: Dead City, qui est renouvelé pour une seconde saison.
En parallèle, il intègre la série de super-héros The Boys, dans le rôle de Joe Kessler pour la saison 4.

## Biographie

### Jeunesse et formation
Jeffrey Dean Morgan, naît le 22 avril 1966 à Seattle, (Washington, États-Unis). Il est le fils de Richard Dean et Sandy Thomas. Il est allé à l'école Ben Franklin, au collège Rose Hill et au collège Lake Washington, situé à Kirkland, dans la banlieue de Seattle.
Morgan jouait au basket-ball au lycée et à l'université jusqu'à ce qu'il soit blessé au genou, ce qui mit fin à son désir de carrière sportive. « La seule raison pour laquelle je suis allé à l'université était de jouer au basket-ball », dit-il dans une interview avec Entertainment Online en 2003. Il quitta l'école avec l'intention de peindre et d'écrire et il fut aussi brièvement graphiste.
Sa carrière d'acteur commença un peu accidentellement : il aida un ami à déménager de Seattle à Los Angeles et comptait n'y rester qu'un week-end, mais n'en repartit pas. En effet, il est repéré pour son physique de Bad Boy par un agent hollywoodien.
Il a des ascendances françaises, écossaises et Italiennes.

### Carrière

#### Débuts et révélation
Sa carrière débuta en 1991 avec le film Uncaged. Malgré le fait que cette production passe inaperçue, elle lui permet, dès lors, de multiplier les castings et d'enchaîner les apparitions dans de nombreuses séries télévisées,.
Entre 1996 et 1997, il obtient l'un des premiers rôles de la série de science-fiction Burning Zone : Menace imminente (The Burning Zone).
Depuis 2000, il eut de nombreux rôles dans des productions télévisées telles que Urgences, JAG, Walker, Texas Ranger, Angel, Tru Calling : Compte à rebours, Les Experts, Sliders : Les Mondes parallèles, Monk.
Durant la saison 2005-2006, il apparut simultanément dans trois séries télévisées :
- Supernatural, où il joue John Winchester, le mystérieux père de Sam (Jared Padalecki) et de Dean (Jensen Ackles) ;
- Weeds, où il joua le défunt mari de Nancy Botwin (Mary-Louise Parker), Judah Botwin ;
- Grey's Anatomy, où il joua un personnage récurrent dans la saison 2, Denny Duquette, qui entretenait une relation avec Izzie Stevens (Katherine Heigl). Dans la troisième saison, son personnage fit une apparition durant la scène de la mort de Meredith Grey. Il revient pour plusieurs épisodes de la saison 5, ses apparitions sont le fruit de l'imaginaire d'Izzie Stevens.

Parallèlement à ses incursions télévisuelles remarquées, il renoue avec le cinéma et endosse le costume du shérif dans la comédie horrifique Dead and Breakfast, commercialisée en 2004.
Suivront notamment la comédie dramatique indépendante Kabluey avec Lisa Kudrow et la satire Live ! portée par Eva Mendes, deux films sortis en 2007. La même année, Morgan participa également au film P.S. I Love You, inspiré du roman de Cecelia Ahern.
L'année suivante, il joue dans la comédie romantique Un mari de trop aux côtés d'Uma Thurman et Colin Firth.

#### Confirmation

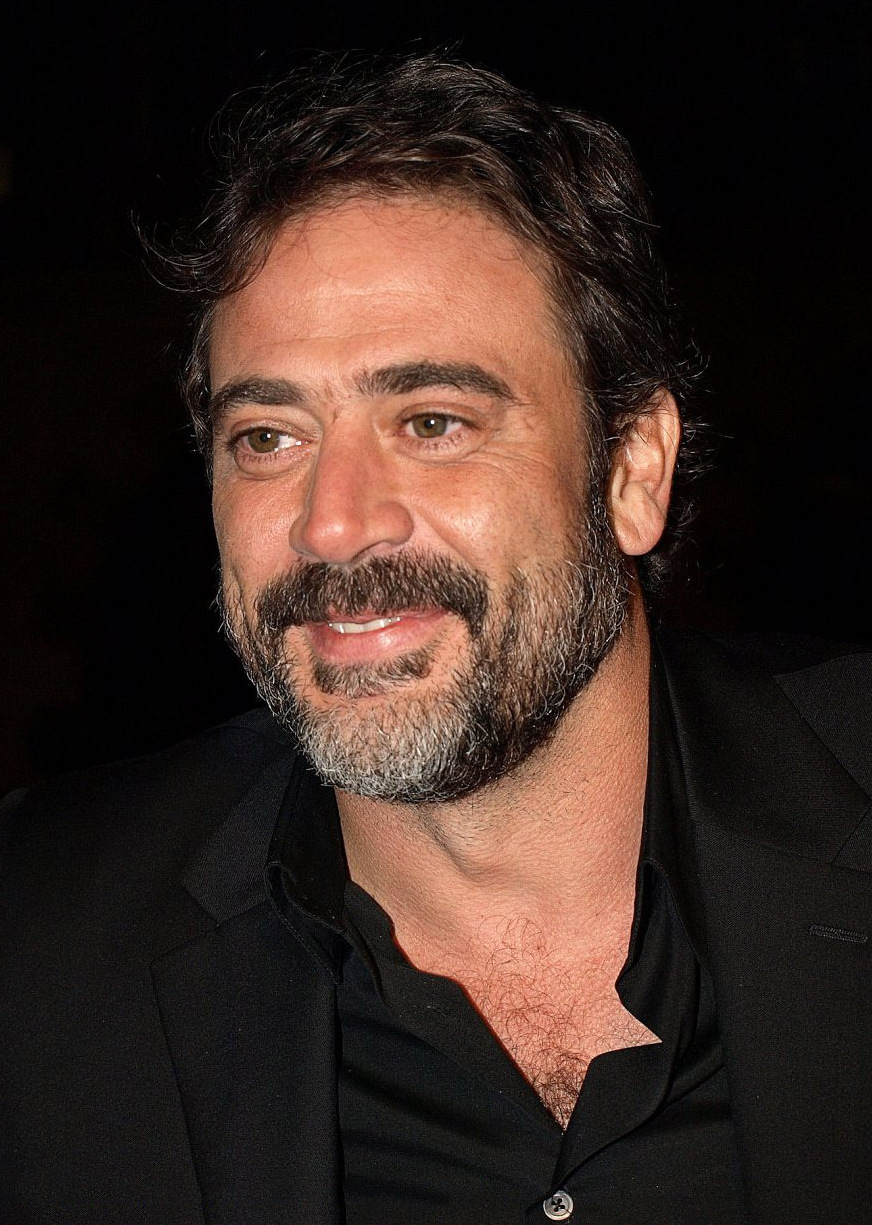
Lors d'une avant-première de Watchmen : Les Gardiens, en 2009.

Il accède à la célébrité en 2009 pour son rôle de Edward Blake/Le Comédien dans l'adaptation cinématographique du roman graphique Watchmen de Alan Moore et Dave Gibbons, réalisée par Zack Snyder (L'Armée des morts, 300). La même année, il fait une apparition remarquée dans la comédie dramatique Hôtel Woodstock d'Ang Lee, dans laquelle il incarne un hippie.
En 2010, il est à l'affiche d'une autre adaptation d'un comic-book, avec The Losers, une comédie d'action aux côtés de Zoe Saldana, Chris Evans et Idris Elba.
En 2011, il incarne un effrayant propriétaire dans le thriller La Locataire, partageant la vedette avec la double oscarisée Hilary Swank. Cette année-là, il défend aussi le film policier Killing Fields avec Sam Worthington, Chloë Grace Moretz et Jessica Chastain et il participe à la romance portée par Jane Fonda, Peace, Love and Misunderstanding.
En 2012, il est le protagoniste principal du film d'horreur Possédée, jouant le père d'une enfant habitée par un démon. La même année, il fait partie de la distribution principale de la série télévisée dramatique Magic City aux côtés d'Olga Kurylenko, Steven Strait et Jessica Marais. Cependant, ce programme de Starz ne dure pas plus de deux saisons et est arrêté en 2013.
Entre-temps, il est à l'affiche du film de guerre L'Aube rouge avec Chris Hemsworth, Adrianne Palicki, Josh Hutcherson et Josh Peck. Il s'agit du remake de L'Aube rouge sorti en 1984. Il est aussi le producteur exécutif du film d'action, directement sorti en vidéo, The Specialist dans lequel il s'octroie le premier rôle et donne la réplique à Mickey Rourke.
L'année suivante, il est cette fois-ci l'antagoniste du western The Salvation dans lequel il fait face à Mads Mikkelsen. Et, en 2015, il donne la réplique à Anthony Hopkins dans le film noir Prémonitions. La première production dans laquelle il évolue aux côtés de Mads Mikkelsen et Eva Green est plutôt bien accueillie par les critiques lorsque la seconde déçoit fortement.
Côté télévision, il est à l'affiche de la saison 7 de The Good Wife jouant le personnage de Jason Crouse. Dans le même temps, il succède à Goran Višnjić afin d'interpréter le premier rôle masculin de la série de science-fiction, produite par Steven Spielberg, Extant. Partageant ainsi la vedette aux côtés de l'oscarisée Halle Berry,.

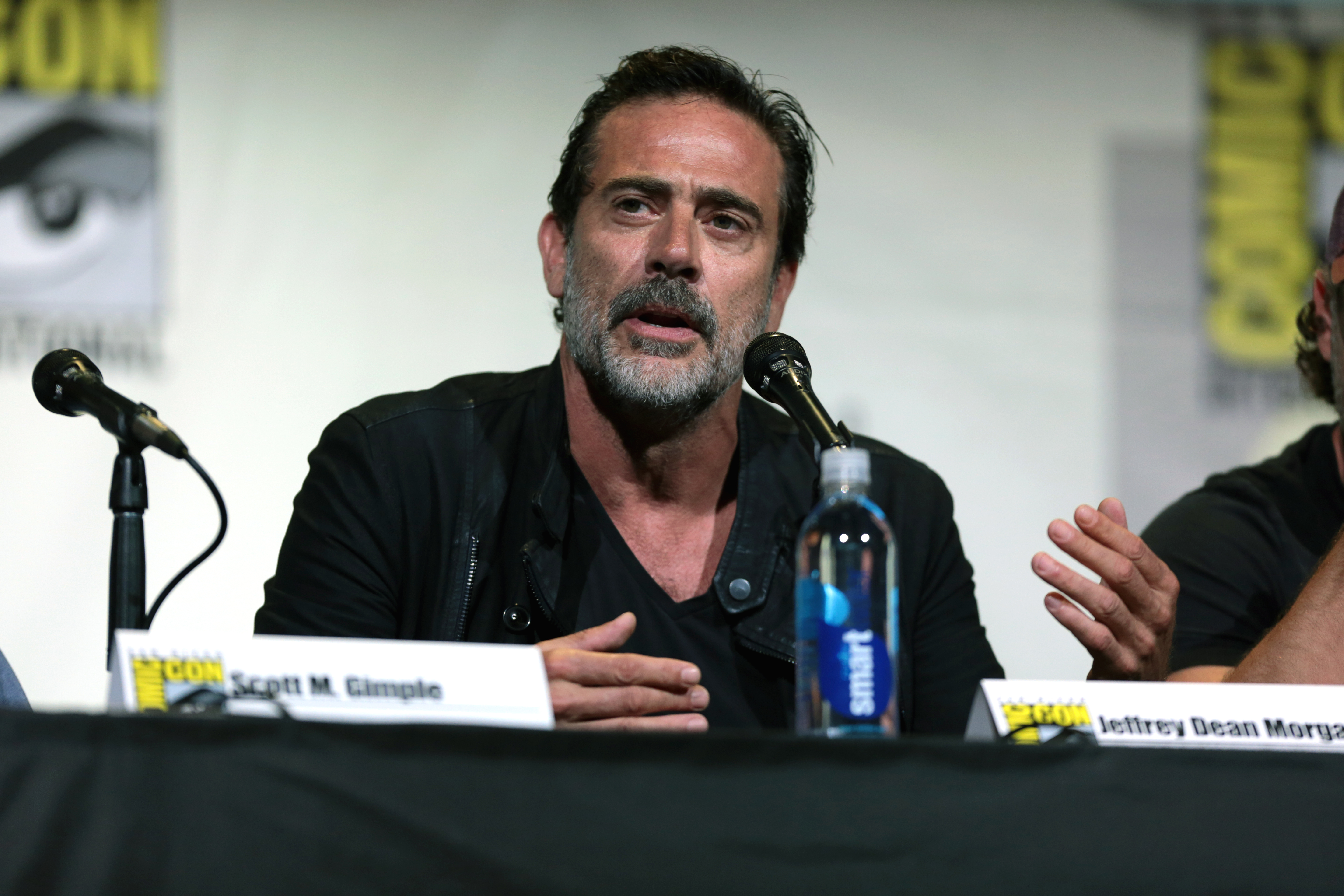
Lors de l'édition 2016 de la Comic-Con de San Diego, pour la promotion de la série The Walking Dead.

En 2016, il obtient le rôle convoité de Negan, un personnage de la série télévisée The Walking Dead apparaissant pour la première fois dans le dernier épisode de la saison 6. Il est promu régulier dès la saison 7. Ce rôle lui permet d'accéder à une notoriété plus importante auprès du grand public. L'acteur remporte alors le Saturn Award du meilleur artiste invité, le Critics' Choice Television Award du meilleur invité dans une série télévisée dramatique mais aussi le Fangoria Chainsaw Award du meilleur acteur secondaire et le MTV Movie & TV Awards 2017 du meilleur méchant.
Au cinéma, il décroche un petit rôle dans Batman v Superman : L'Aube de la justice, jouant brièvement Thomas Wayne, le père de Batman lors de flashback,.
En 2018, il joue aux côtés de Dwayne Johnson et Naomie Harris, sous les traits de l'agent Russell, dans le blockbuster Rampage. L'année suivante, il retrouve le personnage de John Winchester à l'occasion du 300e épisode de la série fantastique Supernatural.
En 2022, il rejoint le casting de la série The Boys. Il joue le rôle de Joe Kessler, un agent de la CIA et vieil ami de Billy Butcher.

### Vie privée
Il a été marié avec l'actrice Anya Longwell de 1992 à 2003. En décembre 2006, il sort avec l'actrice Mary-Louise Parker, qu'il rencontra sur le plateau de Weeds. En février 2008, ils annoncent leurs fiançailles, mais rompent en avril 2008 à quelques jours du mariage.
Depuis 2009, il est en couple avec l'actrice Hilarie Burton, connue pour le rôle de Peyton Sawyer dans la série Les Frères Scott qui lui a été présenté par Danneel Ackles, la femme de Jensen Ackles, qui joue le rôle de son fils dans la série Supernatural. Ils se sont mariés en octobre 2019. Jeffrey est père d'un petit garçon nommé Augustus Morgan, né le 10 mars 2010, et d'une petite fille nommée George Virginia Morgan, née le 16 février 2018. Il voulait cacher le sexe de sa fille jusqu'à la naissance mais, lors d'une émission télé, il fait une gaffe et révèle que son second enfant sera une fille.

## Filmographie

### Cinéma

#### Longs métrages
- 1991 : Uncaged de Lisa Hunt : Sharkey
- 1991 : To Cross the Rubicon de Barry Caillier : Rod
- 1995 : Dillinger and Capone de Jon Purdy : Jack Bennett (vidéofilm)
- 1995 : Undercover Heat de Gregory Dark : Ramone (vidéofilm)
- 1997 : Legal Deceit de Monika Harris : Todd Hunter
- 1999 : Road Kill de Matthew Leutwyler : Bobby
- 2004 : Dead & Breakfast de Matthew Leutwyler (en) : le shérif
- 2004 : Six: The Mark Unleashed de Kevin Downes : Tom Newman
- 2006 : Jam de Craig E. Serling : Dale
- 2007 : Live ! de Bill Guttentag : Rick
- 2007 : Kabluey de Scott Prendergast : Brad
- 2007 : P.S. I Love You de Richard LaGravenese : William Gallagher
- 2008 : Un mari de trop de Griffin Dunne : Patrick Sullivan
- 2008 : Days of Wrath de Celia Fox : Bryan Gordon
- 2009 : Watchmen : Les Gardiens de Zack Snyder : Edward Blake / le Comédien
- 2009 : Hôtel Woodstock (Taking Woodstock) de Ang Lee : Dan, le frère aîné de Billy
- 2010 : The Losers de Sylvain White : Clay
- 2010 : Shanghai de Mikael Håfström : Connor
- 2010 : Jonah Hex de Jimmy Hayward : Jebb Turnbull (non crédité)
- 2011 : La Locataire de Antti Jokinen : Max
- 2011 : Killing Fields (Texas Killing Fields) de Ami Canaan Mann : Brian Heigh
- 2011 : Peace, Love & Misunderstanding de Bruce Beresford : Jude
- 2012 : The Specialist (The Courier) de Hany Abu-Assad : le coursier (également producteur exécutif)
- 2012 : L'Aube rouge (Red Dawn) de Dan Bradley : le lieutenant-colonel Andrew Tanner
- 2012 : Possédée (The Possession) d'Ole Bornedal : Clyde Brenek
- 2014 : They Came Together de David Wain : Frank
- 2014 : The Salvation de Kristian Levring : Henry Delarue
- 2015 : Prémonitions (Solace) d'Afonso Poyart : agent Joe Merriweather
- 2015 : Bus 657 (Heist) de Scott Mann : Luke Vaughn
- 2015 : Desierto de Jonás Cuarón : Sam
- 2015 : The Adventures of Beatle de Donna Robinson : Bruce
- 2016 : Batman v Superman : L'Aube de la Justice (Batman v Superman: Dawn of Justice) de Zack Snyder : Thomas Wayne
- 2018 : Rampage - Hors de contrôle (Rampage) de Brad Peyton : agent Russell
- 2020 : Bons Baisers du tueur de Danis Tanović: Jakob Kanon
- 2021 : La Chapelle du diable de Evan Spiliotopoulos : Gerry Fenn
- 2022 : Fall de Scott Mann

#### Court métrage
- 2003 : Something More de Devon Gummersall : Daniel

### Télévision

#### Séries télévisées
- 1994 : Black Sheep : Bobby Debeneke (pilote non retenu)
- 1995 : Extrême : Jack Hawkins (2 épisodes)
- 1995 : Mystery Dance : Shay Astor (saison 1, épisode 1)
- 1995 : JAG : Officier d'armes (saison 1, épisode 3)
- 1996 : Sliders : Les Mondes parallèles : Sid (saison 2, épisode 5)
- 1996-1997 : Burning Zone : Menace imminente (The Burning Zone) : Dr Edward Marcase (saison 1, 11 épisodes)
- 2000 : Walker, Texas Ranger : Jake Horbart (saison 9, épisode 9)
- 2001 : Urgences : le pompier Larkin (saison 7, épisode 15)
- 2002 : The Practice : Bobby Donnell et Associés (The Practise) : Daniel Glenn (saison 6, épisode 11)
- 2002 : Angel : Sam Ryan (saison 3, épisode 12)
- 2002 : Division d'élite (The Division) : le père William Natali (saison 2, épisode 5)
- 2002 : V.I.P. : Randall Waring (saison 4, épisode 21)
- 2002 : JAG : Wally (saison 7, épisodes 22 et 24)
- 2003 : Les Experts (CSI : Crime Scene Investigation) : Bill Nolan (saison 4, épisode 2)
- 2003 : Star Trek : Enterprise : Damron, un Xindi-Reptilien (saison 3, épisode 11)
- 2004 : FBI : Opérations secrètes (The Handler) : Mike (saison 1, épisodes 14 et 16)
- 2004 : Tru Calling : Compte à rebours (Tru Calling) : Geoffrey Pine (saison 1, épisode 16)
- 2004 : Monk : Monk à New York (3, épisode 1) : Steven Leight
- 2005 : Weeds : Judah Botwin (saison 1, épisodes 2 et 6)
- 2005 : Newport Beach (The O.C.) : Joe Zukowski (saison 2, épisode 10)
- 2005-2007 : Supernatural : John Winchester (rôle récurrent - 10 épisodes)
- 2006-2009 : Grey's Anatomy : Denny Duquette (23 épisodes)
- 2012 - 2013 : Magic City : Isaac "Ike" Evans (16 épisodes)
- 2014 : Shameless : Charlie Peters (saison 4, épisode 12)
- 2015 : Texas Rising : 'Deaf' Smith (mini-série, 5 épisodes)
- 2015 : Extant : J. D. Richter (saison 2, 13 épisodes)
- 2015-2016 : : The Good Wife : Jason Crouse (saison 7, 19 épisodes)
- 2016-2022 : The Walking Dead : Negan (invité saison 6 - principal depuis saison 7)
- 2017 : Robot Chicken : Negan (voix, saison 9)
- 2019 : Supernatural : John Winchester (saison 14, épisode 13)
- depuis 2023 : The Walking Dead: Dead City : Negan Smith
- 2024 : The Boys : Joe Kessler
- 2025 : Invincible : Conquest

#### Téléfilms
- 1996 : In the Blink of an Eye de Micki Dickoff : Jesse
- 2005 : Puzzle (Chasing Ghosts) de Kyle Dean Jackson : Det. Cole Davies
- 2015 : The Secret Life of Marilyn Monroe de Laurie Collyer : Joe DiMaggio

## Distinctions
Sauf indication contraire ou complémentaire, les informations mentionnées dans cette section proviennent de la base de données IMDb.

### Récompenses
- 6e cérémonie des Critics' Choice Television Awards 2017 : Meilleur invité dans une série dramatique pour The Walking Dead (2016-2022).
- 2017 : Fangoria Chainsaw Awards du meilleur acteur TV dans un second rôle dans une série télévisée dramatique pour The Walking Dead (2016-2022).
- 2017 : MTV Movie Awards du meilleur vilain dans une série télévisée dramatique pour The Walking Dead (2016-2022).
- 42e cérémonie des Saturn Awards 2017 : Meilleur artiste invité dans une série télévisée dramatique pour The Walking Dead (2016-2022).
- 44e cérémonie des Saturn Awards 2019 : Meilleur artiste invité dans une série télévisée dramatique pour The Walking Dead (2016-2022).
- CinEuphoria Awards (es) 2020 : Prix Spécial de la meilleure distribution dans une série télévisée dramatique pour pour The Walking Dead (2016-2022) partagé avec Charlie Adlard, Frank Darabont, Robert Kirkman, Tony Moore, Angela Kang, Scott M. Gimple, Greg Nicotero, Michael E. Satrazemis, Austin Amelio, Cooper Andrews, Xander Berkeley, Jon Bernthal, Juan Javier Cardenas, Lauren Cohan, Michael Cudlitz, Jeffrey DeMunn, Tovah Feldshuh, Cailey Fleming, Dan Fogler, Seth Gilliam, Danai Gurira, Nadia Hilker, Laurie Holden, Ryan Hurst, Lennie James, Kyla Kenedy, Emily Kinney, Jeff Kober, Chad L. Coleman, Andrew Lincoln, Madison Lintz, Matt Lintz, Matt Mangum, Ross Marquand, Sonequa Martin-Green, Alanna Masterson, Eleanor Matsuura, Callan McAuliffe, Melissa McBride, Cassady McClincy Zhang, Josh McDermitt, Pollyanna McIntosh, Joshua Mikel, David Morrissey, Samantha Morton, Katelyn Nacon, Avi Nash, Daniel Newman, Austin Nichols, Steven Ogg, Tom Payne, Khary Payton, Norman Reedus, Lindsley Register, Lauren Ridloff, Chandler Riggs, Michael Rooker, Christian Serratos, Irone Singleton, Angel Theory, Jayson Warner Smith, Sarah Wayne Callies, Scott Wilson, Jordan Woods-Robinson et Steven Yeun.

### Nominations
- 2017 : iHorror Awards du meilleur acteur dans une série télévisée dramatique pour The Walking Dead (2016-2022).
- 2017 : MTV Movie + TV Awards du meilleur acteur dans une série télévisée dramatique pour The Walking Dead (2016-2022).
- 44e cérémonie des Saturn Awards 2018 : Meilleur artiste invité dans une série télévisée dramatique pour The Walking Dead (2016-2022).
- 2021 : Hollywood Critics Association Awards du meilleur acteur dans un second rôle dans une série télévisée dramatique pour The Walking Dead (2016-2022).
- 46e cérémonie des Saturn Awards 2021 : Meilleur artiste invité dans une série télévisée dramatique pour The Walking Dead (2016-2022).
- 47e cérémonie des Saturn Awards 2022 : Meilleur artiste invité dans une série télévisée dramatique pour The Walking Dead (2016-2022).
- 2024 : Critics' Choice Super Awards du meilleur acteur dans une série télévisée dramatique pour The Walking Dead: Dead City (2023).

## Voix francophones
En France, Jérémie Covillault et Lionel Tua sont les voix françaises régulières de Jeffrey Dean Morgan. Jérôme Keen l'a également doublé à trois reprises.
Au Québec, Benoît Rousseau est la voix québécoise régulière de l'acteur.